# قائمة ألقاب فاطمة عند الشيعة
يعبّر المسلمون عن حبهم وتفانيهم لشخصيات محورية في التاريخ الإسلامي من خلال منحهم ألقاب تفخيمية. يقدر المسلمون، وبخاصة الشيعة، السيدة فاطمة الزهراء، ابنة الرسول، ويبجلونها بشكل خاص.

## من القابها صلوات الله وسلامه عليها
من الألقاب التي يلقبها بها الشيعة هي:
- ابنة المختار
- ابنة خير المرسلين
- الأمة البارّة
- الدرة البيضاء
- أمة الله
- البتول[2]
- بضعة النبوة
- التقية
- ثمرة النبوة
- الجاهدة
- الحاضرة
- الحانية
- الحبيبة
- حبيبة حبيب الرّحمن
- الحرّة
- الحَصان
- الحفيفة
- الحكيمة
- الحليمة
- الحوراء[3]
- الداعية
- الراضية
- لراقية
- وجد
- الرّؤوفة
- الزاهدة
- الزاهرة
- الزكية
- الزهراء [4]
- الزهرة
- سليمة
- السماوية
- سيدة النساء
- زهرة فؤاد شفيع الأمة
- الشافعة
- الشاهدة
- شجنة نبي الله
- الشريفة
- سيدة نساء العالمين
- الشهيدة
- الصائمة
- الصالحة
- الصبيحة
- عين الله
- الصديقة
- الصفية
- الكوثر
- والدة السبطين
- سيدة نساء أهل الجنة
- الطاهرة
- الطهر
- العالمة
- أمينة الوحي
- سيدة نساء المسلمين
- عديلة مريم
- العَذراء
- العلية
- الغراء المحتشمة
- سيدة نساء هذه الأمة
- الفاتحة
- القائمة
- القانتة العفيفة
- الكاظمة
- قرّة عين سيد الخلائق أجمعين
- ليلة القدر
- المباركة
- المتهجدة الشريفة
- المجيبة
- سرّ الله
- المحدثة
- المحمدة
- المدوّنة
- المرضية
- مريم الكبرى
- المشفقة
- المصلحة
- السليمة
- المصلية
- المضطهدة
- المطهرة
- المظلومة
- المعصومة
- المعلمة
- المكرمة
- المنصورة
- المنعمة
- الميمونة
- الناصية
- النبوية
- النصيبة
- النقية
- النورية
- الوافية
- ولية الله

## كناها
- من الكنى التي تطلق عليها:
- أم أبيها[5]
- أم أسماء
- أم الحسن
- أم الحسين
- أم المحسن
- أم الأئمة
- أم الخيرة
- أم المؤمنين
- أم الفضائل
- أم الأخيار
- أم النجباء
- أم الأزهار
- أم محمد
- أم النقي
- أم التقي
- أم البلجة
- أم الرأفة
- أم العطية
- أم الموانح
- أم النورين
- أم العلاء
- أم البدية
- أم الرواق الحسيبة
- أم البدرين
- أم البركات
- أم الهادي
- أم الرحبة
- أم السبطين
- أم الكتاب
- أم العلوم

## روابط خارجية
- فاطمة الزهراء
- موقع المعارف. تفسير ألقاب السيدة الزهراء